# Lac Simoncouche
Pour les articles homonymes, voir Simoncouche.
Le lac Simoncouche est un plan d'eau douce traversé par la rivière Simoncouche sur le bassin versant de la rivière Saguenay. Le lac Simoncouche chevauche le territoire non organisé de Lac-Ministuk, et celui de la ville de Saguenay, dans la région administrative de la Saguenay–Lac-Saint-Jean, dans la province de Québec, au Canada.
Le lac Simoncouche est situé dans la partie nord-ouest de la réserve faunique des Laurentides, ainsi que dans la forêt d'enseignement et de recherche Simoncouche (FERS) de l’Université du Québec à Chicoutimi. La FERS comporte un territoire de 27 kilomètres carrés. Une halte routière a été aménagée près de la route Québec-Chicoutimi, permettant d’apprécier la nature sauvage du site.
Cette petite vallée est desservie par la route 170 (boulevard Talbot) et quelques routes secondaires pour les besoins de la foresterie, des activités récréotouristiques.
La foresterie constitue la principale activité économique du secteur ; les activités récréotouristiques, en second.
La surface du lac Simoncouche est habituellement gelée du début de décembre à la fin Mars, toutefois la circulation sécuritaire sur la glace se fait généralement de la mi-décembre à la mi-Mars.

## Géographie
Les principaux bassins versants voisins du lac Simoncouche sont :
- côté nord : lac Kénogami, rivière Chicoutimi, rivière aux Sables, rivière Saguenay ;
- côté est : ruisseau du lac William, ruisseau Henriette, ruisseau des Chiens, bras Henriette, bras de Jacob Ouest, rivière du Moulin ;
- côté sud : lac des Îlets, rivière Cyriac, lac Valiquette, lac Cyriac, bras Sec.
- côté ouest : rivière Cyriac, rivière Normand, ruisseau Hector, rivière Chicoutimi.

Le lac Simoncouche comporte une longueur de 3,2 km, une largeur de 0,5 km et une altitude de 339 m. Ce lac est fait en longueur par un élargissement de la rivière Simoncouche qui le traverse vers le nord ; ce lac comporte trois parties formées par deux rétrécissements. Ce lac est situé dans la réserve faunique des Laurentides dans le massif des Laurentides.
Ce lac est surtout alimenté par la rivière Simoncouche (venant du sud) et par la décharge (venant de l’est) du lac du Dépôt et du lac Hautbois. L’embouchure de ce lac est située à :
- 0,3 km à l’est de la route 175 ;
- 0,4 km au sud-est de la Barrière-de-Laterrière ;
- 2,3 km au nord-est d’une courbe du cours de la rivière Cyriac ;
- 5,1 km au sud de la confluence de la rivière Simoncouche et du lac Kénogami ;
- 4,5 km à l’ouest du cours du bras de Jacob Ouest ;
- 10,9 km au sud-ouest du cours de la rivière du Moulin[2].

À partir de l’embouchure du lac Simoncouche, le courant suit consécutivement le cours de la rivière Simoncouche sur 7,9 km vers le nord jusqu’à la confluence avec le lac Kénogami ; il traverse ce lac sur 3,2 km vers le nord-est jusqu’au barrage de Portage-des-Roches ; il suit le cours de la rivière Chicoutimi sur 26,2 km vers l’est, puis le nord-est et le cours de la rivière Saguenay sur 114,6 km vers l’est jusqu’à Tadoussac où il conflue avec l’estuaire du Saint-Laurent.

## Toponymie
La dénomination « lac Simoncouche » paraît dans le Dictionnaire des rivières et lacs de la province de Québec de 1914, alors que la rivière y était dénommée « Moncouche ». Ces deux dénominations toponymiques semblent populaires, autant pour la rivière que la baie ; les désignations les plus en usage ont été officialisés.
L'appellation Moncouche proviendrait de muakush, mot amérindien, signifiant aigle de mer. L'origine de la première syllabe « si » est inconnue de même que sa signification.
Le toponyme lac Simoncouche a été officialisé le 5 décembre 1968 par la Commission de toponymie du Québec.